# Monster truck
Pour les articles homonymes, voir Monster truck (homonymie).
 (juillet 2019).
Si vous disposez d'ouvrages ou d'articles de référence ou si vous connaissez des sites web de qualité traitant du thème abordé ici, merci de compléter l'article en donnant les références utiles à sa vérifiabilité et en les liant à la section « Notes et références ».

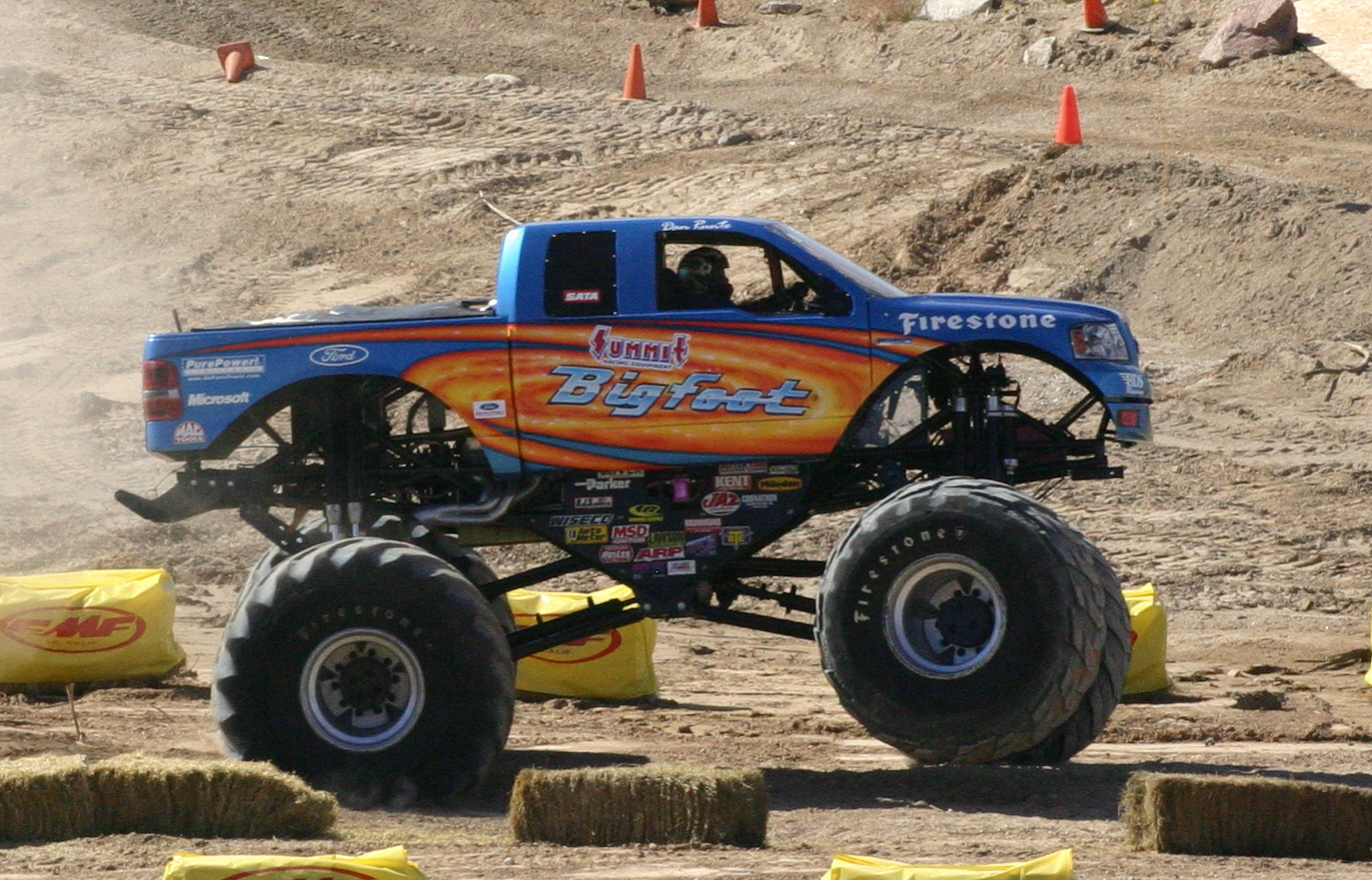
Course de monster truck en Arizona (Bigfoot).

Un monster truck, ou camion monstre, est un véhicule 4x4 aux roues surdimensionnées. Il existe deux types de monster trucks : le monster truck servant d'attraction lors de foires, et monster truck américain. Dans la culture populaire, les monster trucks apparaissent au cinéma, à la télévision et dans les jeux vidéo.

## Histoire

### Origines
Bigfoot 1, le premier monster truck construit en 1974, est à l'origine un engin destiné à la promotion de l'entreprise de véhicules tout-terrains de Bob et Marilyn Chandler. Bob Chandler tient un magasin de 4x4 à Saint-Louis, dans le Missouri. Sa popularité s'accroit rapidement et les publicitaires commencent à s'y intéresser. Bigfoot 1 écrase des voitures en public pour la première fois en avril 1982 à Jefferson City, dans le Missouri. En 1985, un monster truck défia en combat singulier un bateau à aubes sur la rivière Chattahoochee, à Columbus, en Géorgie. Une version dérivée du monster truck, le monster tank, est tout aussi efficace.

### Évolution
Bob Chandler, l'inventeur des monster trucks, baptise les trois premiers exemplaires « de phase 1 ». Ils étaient conçus pour être lourds et lents, l'accent étant mis sur leurs capacités à écraser des voitures. Les Bigfoot 4, 6 et 7, dits de « phase 2 », sont plus légers et disposaient d'une plus grande puissance pour la compétition ; mais ils pouvaient également réaliser des sauts, notamment par-dessus des voitures. Les « monsters trucks de phase 3 » sont équipés de châssis tubulaires, de suspensions sophistiquées, et disposent d'une grande puissance. Ils sont plus souples, plus rapides et plus faciles à piloter. Ils sont conçus par ordinateurs et sont équipés de moteurs puissants, par exemple un v8 540 ci merlin de 8,8 litres de cylindrée sur le Bigfoot 11.
En 2013, Dennis Berube crée Bigfoot 20, le premier monster truck électrique. Le moteur électrique de son monster truck est alimenté par trois ensembles de 10 batteries, tandis que six de plus viennent alimenter le freinage et la direction assistée. Les 36 batteries embarquées pèsent à elles seules 623 kg.

## Types
Il existe deux types de monster trucks : le monster truck servant d'attraction lors de foires, et monster truck américain. Le monster truck servant d'attraction lors de foires (ils mesurent entre 3 et 4 mètres de hauteur, pèsent environ 5 tonnes, leur puissance varie selon les modèles mais font généralement 600 chevaux et servent uniquement à casser des voitures). Le deuxième type est le monster truck américain dont la puissance est de 1000-1500 chevaux, qui pèse 3 tonnes et mesure entre 2,50 et 3,50 mètres de haut. Ces derniers sont utilisés dans des compétitions incluant une course et du freestyle, voire plus dans certaines compétitions. Les plus connues sont la Monster Jam, la Monster Truck Throwdown, le TRAXXAS Monster Truck Tour et la Monster Trucks Unlimited Maximum Destruction MAX-D (en).

## Personnalités notables
- Tom Meents (en)
- Dennis Anderson (en)
- Adam Anderson (en)
- John Seasock (en)

## Véhicules notables
- Bigfoot 5
- Gas Monkey Garage
- Bear Foot
- Bigfoot
- Blue Thunder
- Boogey Van
- Bounty Hunter
- Bulldozer
- Bustin' Loose
- Bret « The Hitman » Hart
- Carolina Crusher
- Crushstation
- Donkey Kong
- Executioner
- Firestone Wilderness

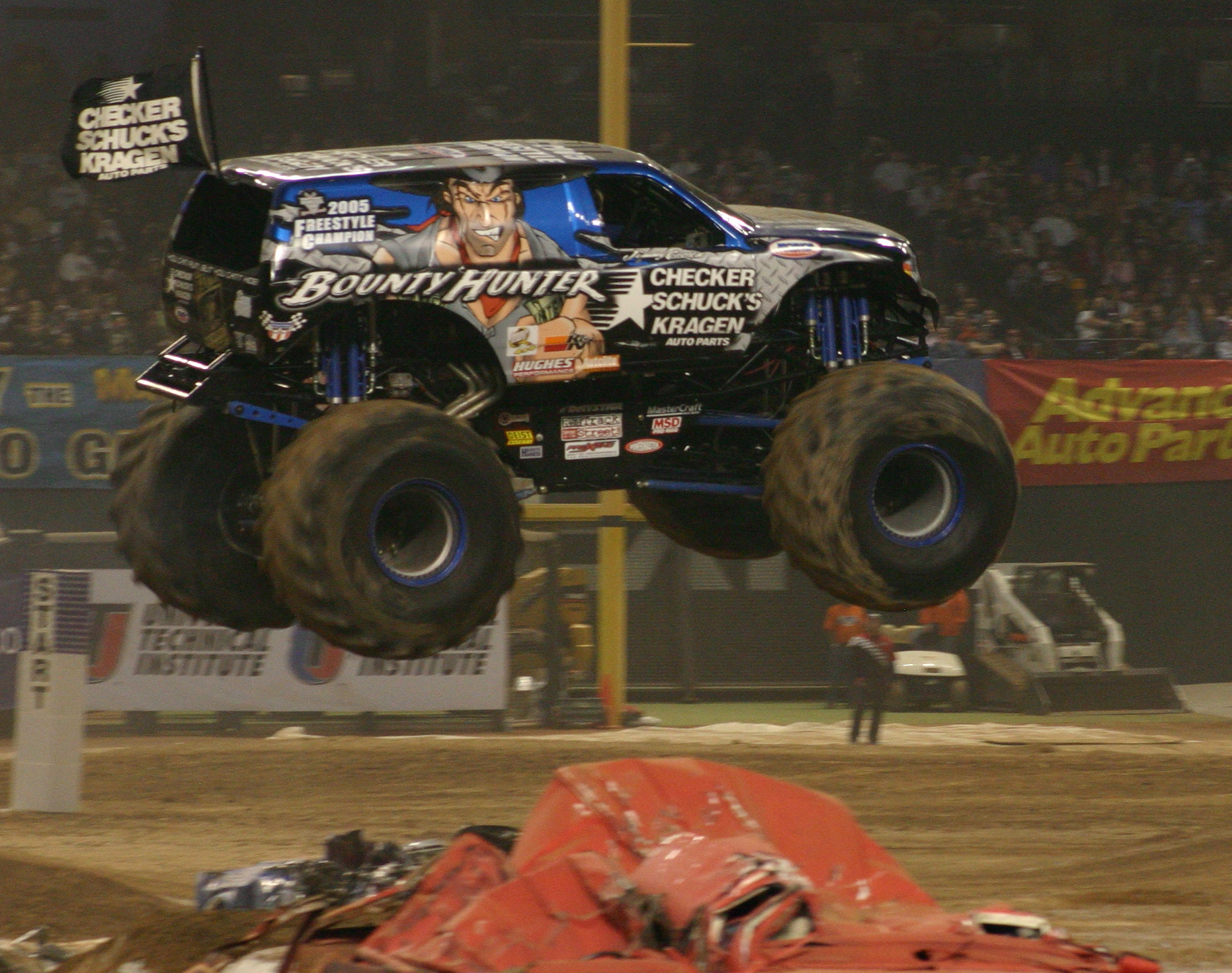
Bounty Hunter

- Grave Digger (apparaît dans une publicité pour des piles sous forme de voiture téléguidée)
- « Hollywood » Hogan
- Maximum Destruction
- Monster Patrol
- Monster energy
- Nitemare
- The Outsiders
- Overkill
- Rampage
- Samson
- Snake Bite
- Stinger
- Little Tiger
- Wildfoot
- Advance Auto Parts Grinder
- El Matador
- Maximum Destruction
- Scarlet Bandit
- Aftershock
- El Toro Loco
- Metal Mulisha
- Son-uva Digger
- Airborne Ranger
- Eradicator
- Mohawk Warrior
- Spider-Man
- Avenger
- Excaliber
- Monster Energy
- Spike Unleashed
- Backdraft
- Fullboar
- Monster Mutt
- Stone Crusher
- Backwards Bob
- Reptoid
- Monster Mutt Dalmatian
- Sudden Impact
- Bad Habit
- Grave Digger The Legend
- Monster Mutt Rottweiler
- Superman
- Bad News
- Gunslinger
- Obsession
- Tasmanian Devil
- Batman
- Illuminator
- Pouncer
- Team Hot Wheels Firestorm
- Black Stallion
- Inferno
- Predator
- The Patriot
- Blacksmith
- Instigator
- Prowler
- Thrasher
- Blue Thunder
- Iron Man
- Raminator
- Titan
- Bounty Hunter
- Iron Warrior
- Rammunition
- Tropical Thunder
- Brutus
- King Krunch
- Rap Attack
- Turtles
- Captain's Curse
- Lucas Oil Crusader
- Razin Kane
- Virginia Giant
- Devastator
- Madusa
- Rolling Thunder
- War Wizard
- Dragon's Breath
- Gun Slinger
- West Virginia Mountaineer
- Shock Therapy
- XtremeJim

## Dans la culture populaire

### Cinéma et télévision
Les monster trucks apparaissent aussi au cinéma et à la télévision notamment dans : Transformers 2 : La Revanche  (jouet télécommandé, sous le transformer autobot Wheelie), Taxi 3, Ace Ventura en Afrique, Police Academy 2 et 6, Cash Express, Ultimate Spider-Man, épisode 23 de la saison 1, Idiocracy, Mad Max, Retour à Zombieland, et Blaze et les Monster Machines.

### Jeux vidéo
Les monster trucks apparaissent dans de nombreux jeux vidéo comme incluent de manière non-exhaustive : Monster Truck Madness, Monster Truck Madness 2, MX vs. ATV Unleashed, MX Vs ATV Extreme limite, Grand Theft Auto: San Andreas (sur le parking à l'arène vers Grove Street), Grand Theft Auto V (The Liberator, aux couleurs des États-Unis, pour le jour de l'Indépendance), MotorStorm: Pacific Rift, MotorStorm: Apocalypse, MotorStorm: RC (PlayStation Store, véhicule télécommandé), Monster Jam, Monster Jam: Maximum Destruction, Monster Jam: Path of Destruction, Monster Jam Urban Assault (Chaos Urbain), Monster Jam as Big as It Gets, Monster Jam: Battlegrounds, Saints Row 2 et 4, Just Cause 2, Duke Nukem Forever (véhicule télécommandé), Rage (véhicule télécommandé), Asphalt Xtrem (mode de jeu), Monster Truck Demolisher, Monster 4x4 3D, Monster Truck Nitro, The Crew Wild Run, et The Crew 2.
Le monster truck apparaît comme une cheat unit (nécessite un code de triche) dans Age of Empires III. C'est une unité qui peut supprimer les arbres alentour et qui tue les unités ennemies sur le coup.